# Xorazm Urgencz
Xorazm Urgencz (uzb. «Xorazm» (Urganch) futbol klubi, ros. Футбольный клуб «Хорезм» Ургенч, Futbolnyj Kłub „Choriezm” Urgiencz) – uzbecki klub piłkarski z siedzibą w Urgenczu.

## Historia
Chronologia nazw:
- 1986–1988: Amudaryo Urgencz (ros. «Амударья» Ургенч)
- 1989–1990: Jayxun Urgencz (ros. «Джейхун» Ургенч)
- 1991–1993: Quruvchi Urgencz (ros. «Курувчи» Ургенч)
- 1994: Xorazm Urgencz (ros. «Хорезм» Ургенч)
- 1995–1996: Dinamo Urgencz (ros. «Динамо» Ургенч)
- 1997–2001: Xorazm Urgencz (ros. «Хорезм» Ургенч)
- 2002: Jayxun Urgencz (ros. «Джейхун» Ургенч)
- 2003–2005: Xorazm-2003 Urgencz (ros. «Хорезм-2003» Ургенч)
- 2006–...: Xorazm Urgencz (ros. «Хорезм» Ургенч)

Piłkarska drużyna Jayxun została założona w mieście Urgencz w 1989, chociaż wcześniej miasto reprezentowała drużyna Amudaryo Urgencz.
W 1989 klub zastąpił inny zespół z wilajetu chorezmijskiego Xonqi Xonqa i kontynuował występy w Drugiej Lidze, strefie 7.
W 1990 po kolejnej reorganizacji systemu lig ZSRR klub spadł do Drugiej Niższej Lidze, w której występował do 1991.
W 1994 już jako Quruvchi Urgencz debiutował w Pierwszej Lidze Uzbekistanu. W następnym sezonie 1995 zmienił nazwę na Dinamo Urgencz i zajął pierwsze miejsce co premiowało awansem do Wyższej Ligi.
W 1996 zajął przedostatnie 13 miejsce jednak obronił się przed spadkiem tak jak był jedynym przedstawicielem wilajetu w lidze. W sezonie 1997 przyjął nazwę Xorazm Urgencz.
W 2000 ponownie zajął przedostatnie 19 miejsce i spadł do Pierwszej Ligi. W latach 2003–2005 występował pod nazwą Xorazm-2003 Urgencz. W 2005 zajął drugie miejsce i ponownie awansował do Wyższej Ligi, jednak nie utrzymał się w niej (ostatnie 16 miejsce).
W sezonie 2008 zajął pierwsze miejsce i po raz trzeci awansował do Wyższej Ligi, w której występuje do dziś.

## Sukcesy
- 2 miejsce w Drugiej Lidze ZSRR, strefie 7:

1987
- 1/64 finału Pucharu ZSRR:

1989
- Mistrz Uzbeckiej SRR:

1971, 1984
- 7 miejsce w Olij Liga:

1999

## Trenerzy
...
- 01.1989–05.1989:  Oleg Bugajew
- 06.1989–12.1989:  Valeriy Vasilenko
- 01.1990–09.1990:  Zaxidullo Sanatulov
- 09.1990–12.1990:  Wałerij Hordiejew
- 01.1991–0?.1991:  Ruzmet Kuryazov
- 0?.1991–12.1991:  Allabergen Matniyazov

...
- 01.1994–06.1994:  Valeriy Vasilenko
- 06.1994–12.1994:  Vladimir Desyatchikov
- 1995:  Baxodir Mirzoev
- 01.1996–21.06.1996:  Raxim Muminov
- 22.06.1996–09.1997:  Vladimir Desyatchikov
- 09.1997–1998:  Islom Axmedov
- 1999–09.2000:  Ruzmet Kuryazov
- 09.2000–2001:  Olimdjon Raxmanov
- 2002:  Botir Mirzoyev
- 2003:  Ruzmet Kuryazov
- 2004:  Ulugbek Saparov
- 2005–07.2006:  Kuat Tureev
- 07.2006–12.2006:  Oleg Tyulkin

...
- 2008–08.2010:  Vali Sultanov
- 08.2010:  Baxrom Xaqimov (p.o.)
- 08.2010–2011:  Vali Sultanov
- 2012–03.2013:  Adambay Qurbanniyazov
- 03.2013–12.2013:  Azamat Nurmetov
- 01.2014–08.2014:  Mansur Davletov
- 08.2014–2015:  Vali Sultanov
- 2016–...:  Umid Tadjimov